# Герман IV Константинополски
Герман IV Константинополски (на гръцки: Γερμανός Δ΄) е православен духовник, два пъти вселенски патриарх в Цариград: от 26 юни 1842 до 30 април 1845 и от 13 ноември 1852 до 28 септември 1853 година.
Умира на 16 (28) септември 1853 година и е погребан в храма „Животворящ източник“.